# Dioscoridillo pubescens
Dioscoridillo pubescens är en kräftdjursart som beskrevs av Stefano Taiti och Franco Ferrara 2004. Dioscoridillo pubescens ingår i släktet Dioscoridillo och familjen Eubelidae. Inga underarter finns listade i Catalogue of Life.